# 变雀麦
变雀麦（学名：Bromus commutatus）为禾本科雀麦属下的一个种。該物種主要分佈於草地、荒地、路边、干草场和草地上。該物種在英格蘭很常見，在苏格兰、爱尔兰和威尔士比較少見。它在欧洲、北非、西亚也有分佈。它還被人引入北美種植。

## 扩展阅读
- 維基物種上的相關：变雀麦